# Canon de 25 mm semi-automatique modèle 1934
Le canon léger de 25 antichar SA-L modèle 1934 est un canon antichar français, construit par l'armurier Hotchkiss. Il a été utilisé par l'armée française durant la Seconde Guerre mondiale.

## Développement
Au début des années 1920, l'armée française prend conscience des performances insuffisantes du 37 mm TR. Celui-ci, en dotation dans les unités d'infanterie, n'est pas capable de percer le blindage des chars que les ennemis potentiels de la France sont susceptibles d'aligner lors d'un proche conflit. En 1926, Hotchkiss propose un projet d'arme, chambrée en 25 mm, mis au point par son bureau d'études. Ce modèle est accepté en 1934 sous le nom de canon de 25 mm semi-automatique modèle 1934, bien vite abrégé en canon de 25. En 1937 apparait une variante plus légère et au canon plus long, le 25 antichar SA-L modèle 1937.

## Emploi

### Avant la Seconde Guerre mondiale
En 1935, quelques exemplaires ont été achetés par l'US Army pour leur faire passer des tests.
Pendant la guerre civile espagnole, quelques exemplaires du canon Hotchkiss parviennent au sein des forces républicaines. Certains sont montés sur des Panzer I de prise.

### Au combat

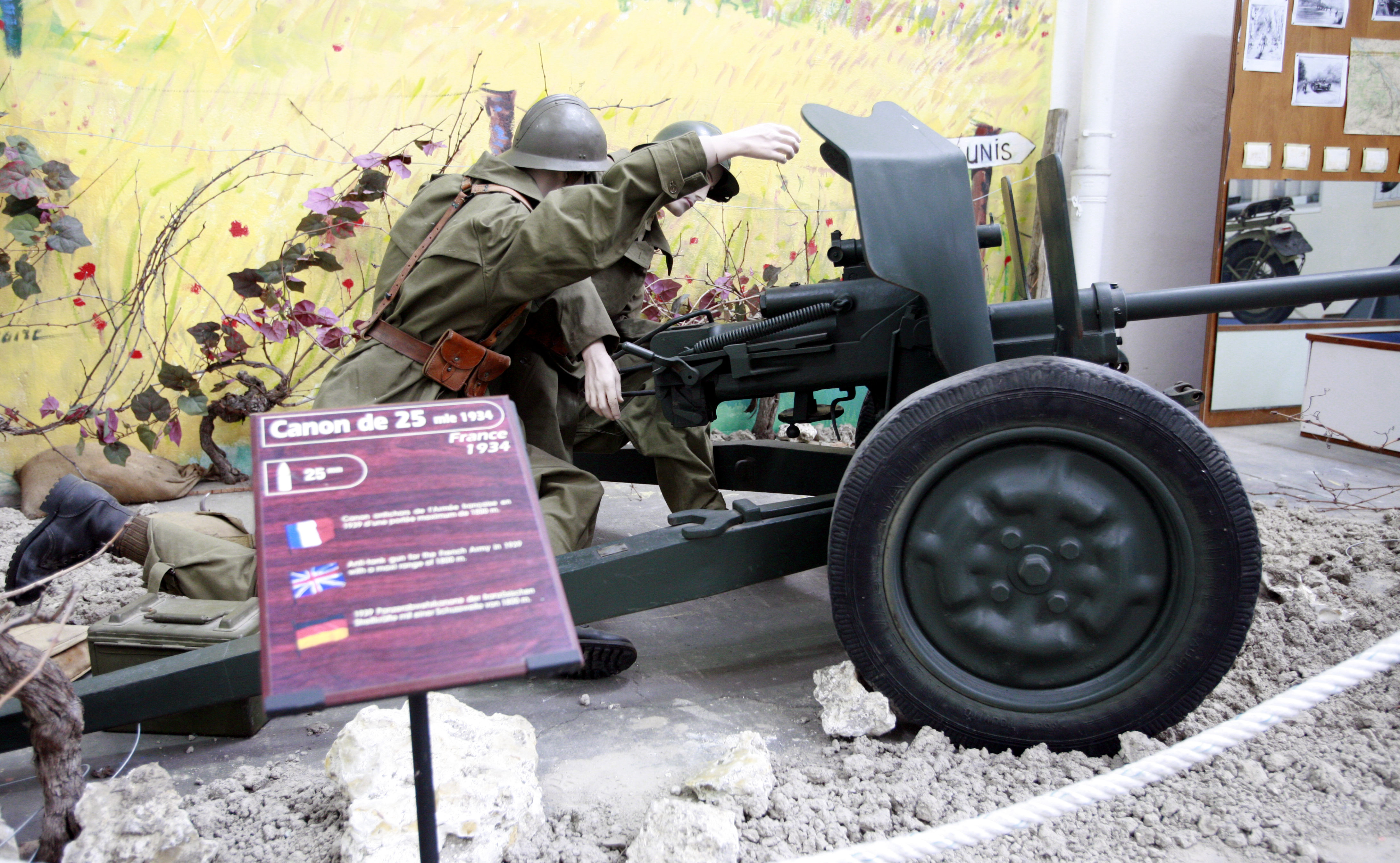
Reconstitution au musée des blindés de Saumur.

Lors du déclenchement de la Seconde Guerre mondiale, le canon léger de 25 antichar SA-L modèle 1934 était affecté à presque toutes les unités blindées et antichars de l'armée française, tandis que le SA-L modèle 1937 équipait les compagnies d'appui des bataillons d'infanterie. Ils constituaient les principales armes antichars disponibles. Un régiment d'infanterie de ligne dispose en théorie de douze canons antichars[Information douteuse].
Malgré son faible calibre qui oblige ses servants à viser précisément les points faibles des chars adverses; il reste pour l'époque un canon anti-char performant contre les panzer II, III et IV qui constituent la majorité des chars allemands lors de l'invasion de la France par le régime nazi.
Il s'illustre par exemple lors de la bataille de Stonne, lors du premier combat du 15 mai 1940 où un seul canon de 25 mm embusqué en bordure de village neutralise 3 panzers IV en 5 minutes.
Ou encore pendant la défense de Rouen le 9 juin 1940, lorsque l'un d'entre eux situé au pied de l'ancien pont Corneille prend dans sa ligne de mire les chars allemands qui descendent la rue de la République et tire plusieurs coups, détruisant deux panzers,.

### À l'étranger

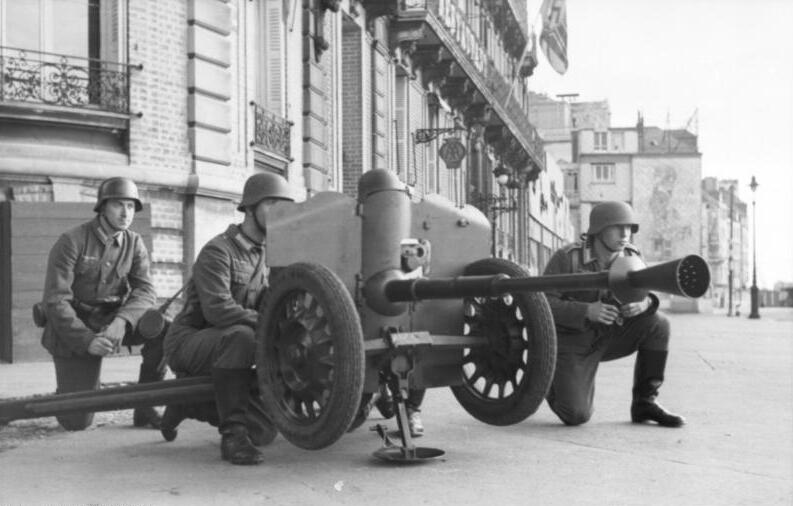
Soldats de la Wehrmacht utilisant un 2,5-cm-PaK 113(f), nom donné en Allemagne au canon de 25 modèle 1937.

Lorsqu'il arrive en France fin 1939, le Corps expéditionnaire britannique manque d'armes antichars de l'ordre du Ordnance QF 2 pounder. Des canons de 25 sont fournis aux Britanniques, qui prennent le nom de Anti-Tank Gun, 25 mm. Hotchkiss, Mark I on 25 mm. Carriage, Mark I.
Tombé en grand nombre aux mains des Allemands après la défaite de 1940, le canon est remis en service au sein de la Wehrmacht sous l'appellation 2,5-cm-PaK 113(f), avec le (f) pour französische ("français"). Les canons de la version de forteresse sont bien souvent démontés de la ligne Maginot pour aller garnir les défenses côtières du Mur de l'Atlantique ou des îles Anglo-Normandes[réf. nécessaire]. Quelques exemplaires passent également aux mains des Italiens, qui s'en servent en Afrique du Nord comme alternative au Solothurn S-18/1000 (en).
Pendant la guerre d'Hiver, la Finlande a acheté 50 exemplaires de l'APX SAL 37 par l'entremise d'Aladar Paasonen, mais seulement 40 d'entre eux ont été livrés en février 1940. Les dix autres, en transit en Norvège, sont capturés par les Allemands lors de leur invasion du pays au printemps 1940. Parmi ceux ayant atteint la Finlande, la moitié environ sert sur la ligne de front, où trois sont détruits par les forces soviétiques. Pendant la Grande Trêve, les Allemands vendent 200 exemplaires capturés à la Finlande, dont 133 modèle 1934 et 67 modèle 1937. Ils reçoivent respectivement les dénominations de Kanuuna 25 PstK/34 et Kanuuna 25 PstK/37, et portent parfois le surnom de Marianne. Ils servent ensuite lors de la guerre de Continuation, jusqu'à leur retrait complet en 1943.

### Versions
Canon léger de 25 antichar SA-L modèle 1934
Modèle de base.
Canon de 25 mm AC modèle 1934
Version dite de forteresse, adoptée pour équiper la ligne Maginot. Le canon de 25 mm n'était pas utilisé seul mais sous forme d'une arme mixte. Il était pour cela associé avec un jumelage de mitrailleuses Reibel partageant la même rotule dans un « trumelage »  qui disposait d'une seule lunette de visée, commune aux deux types d'armes. La longueur du tube était réduite en fonction du type de cloche dans laquelle le trumelage devait être monté, la longueur du canon de campagne étant conservée pour le montage en casemate.
Ce type de montage présentait l'avantage de ne pas laisser l'embrasure découverte, et donc d'exposer l'intérieur de la casemate aux coups, au moment du changement du type d'arme comme c'était le cas avec les 37 AC et les 47 AC[réf. nécessaire].
APX SAL 35 (Canon de 25 mm SA modèle 1935)
Version raccourcie (tube de 1,5 m), conçue en 1935 aux ateliers de Puteaux (d'où le sigle APX) pour équiper l'automitrailleuse de découverte Panhard 178.
APX SAL 37
Version conçue en 1937 aux  ateliers de Puteaux.

## Caractéristiques
Spécifications techniques du canon dans sa version SA-L 1937 :
- Calibre : 25 mm
- Poids du projectile : 0,32 kg
- Portée maximale : 1 800 m
- Masse : 496 kg en action
- Longueur du tube : 1,8 m
- Élévation : -5° à 21°
- Pénétration de blindage : 40 mm à 400 m
- Vitesse initiale : 918 m/s